# قلعه کشیت
قلعه کشیت مربوط به دوره سلجوقیان است و در استان کرمان، بخش  گلباف، روستای کشیت، واقع شده و این اثر در تاریخ ۷ اسفند ۱۳۸۶ با شمارهٔ ثبت ۲۱۵۰۳ به‌عنوان یکی از آثار ملی ایران به ثبت رسیده است. این قلعه تاریخی که برخی بر این باورند حتی ممکن است ۶۰۰۰ ساله باشد و به ماقبل دوره سلجوقیان مربوط است، افسانه‌های شنیدنی زیادی دارد که مردم این روستا نسل به نسل برای یکدیگر بیان کرده‌اند. مردم این روستا بر این باورند که در گذشته سنگی بزرگ از آسمان بر میان این قلعه افتاده که هنوز باقی است. این سنگ آنقدر بزرگ است که از درب‌های ورودی قلعه به هیچ عنوان قابل عبور نیست و کمی اثبات این عقیده را قوی تر می‌کند.